# Вианден (кантон)
Вианден (Люкс. Veianen) — кантон на севере Люксембурга. Самый маленький кантон в стране по численности населения и площади. Граничит с Германией.

## Административное деление
Кантон состоит из трёх коммун:
- Путшейд
- Тандель
- Вианден

## Объединение
1 января 2006 года коммуна Бастендорф (Дикирх) была объединена с коммуной Фоурен (Вианден) для создания коммуны Тандель. Закон о создании Танделя был принят 21 декабря 2004 года . Так, кантон Вианден получил 24,44 км² из кантона Дикирх.